# Lucien Faucheux
Lucien René Faucheux (Le Kremlin-Bicêtre, 26 de agosto de 1899-Burdeos, 22 de julio de 1980) fue un deportista francés que compitió en ciclismo en la modalidad de pista. Ganó tres medallas en el Campeonato Mundial de Ciclismo en Pista entre los años 1924 y 1928.

## Medallero internacional
| Campeonato Mundial | Campeonato Mundial | Campeonato Mundial | Campeonato Mundial       |
| Año                | Lugar              | Medalla            | Competición              |
| ------------------ | ------------------ | ------------------ | ------------------------ |
| 1924               | París (Francia)    | Medalla de plata   | Velocidad individual (A) |
| 1927               | Colonia (Alemania) | Medalla de bronce  | Velocidad individual (P) |
| 1928               | Budapest (Hungría) | Medalla de plata   | Velocidad individual (P) |

## Palmarés
- 1921
  - Campeón de Francia de velocidad amateur 
  - 1.º en el Gran Premio del ACF
- 1926
  - 1.º en el Gran Premio de París de velocidad
  - 1.º en el Gran Premio de la UCI
- 1927
  - 1.º en el Gran Premio de Angers
  - 1.º en el Gran Premio de la UVF
  - 1.º en el Gran Premio del Armisticio
  - 1.º en el Trofeo del nuevo año
- 1928
  - Campeón de Francia de velocidad 
  - 1.º en el Gran Premio de París de velocidad
  - 1.º en el Gran Premio de Angers
  - 1.º en el Gran Premio del Armisticio
- 1929
  - Campeón de Francia de velocidad 
  - 1.º en el Gran Premio de París de velocidad
  - 1.º en el Gran Premio del Armisticio
- 1931
  - Campeón de Francia de velocidad 
  - 1.º en el Gran Premio de la UCI